# Martyn Wood
Pas d'image ? Cliquez ici

a Compétitions nationales et continentales officielles uniquement.

b Matchs officiels uniquement.
Dernière mise à jour le 4 avril 2023.
Martyn Wood, né le 25 avril 1977 à Harrogate, est un joueur de rugby anglais qui joue au poste de demi de mêlée. Il est international avec l'équipe d'Angleterre. 
Il a notamment été appelé pour la Coupe du monde 1999 mais il n’a joué aucun match.

## Carrière

### En club
Martyn Wood commence sa carrière avec les London Wasps en 1996, avant de rejoindre Bath Rugby en 2003. Il est contraint de mettre un terme à sa carrière de façon prématurée en novembre 2006, à cause d'une grave blessure aux cervicale subie un an auparavant lors d'un accident de trampoline,.

### Sélection nationale
- Sélections en Équipe d'Angleterre : 2
- Première sélection le 9 juin 2001 face au Canada
- Sélection par année : 2 en 2001.

## Palmarès
- Finaliste du Championnat d'Angleterre : 2004
- Finaliste de la Coupe d'Angleterre : 2005